# Соболь

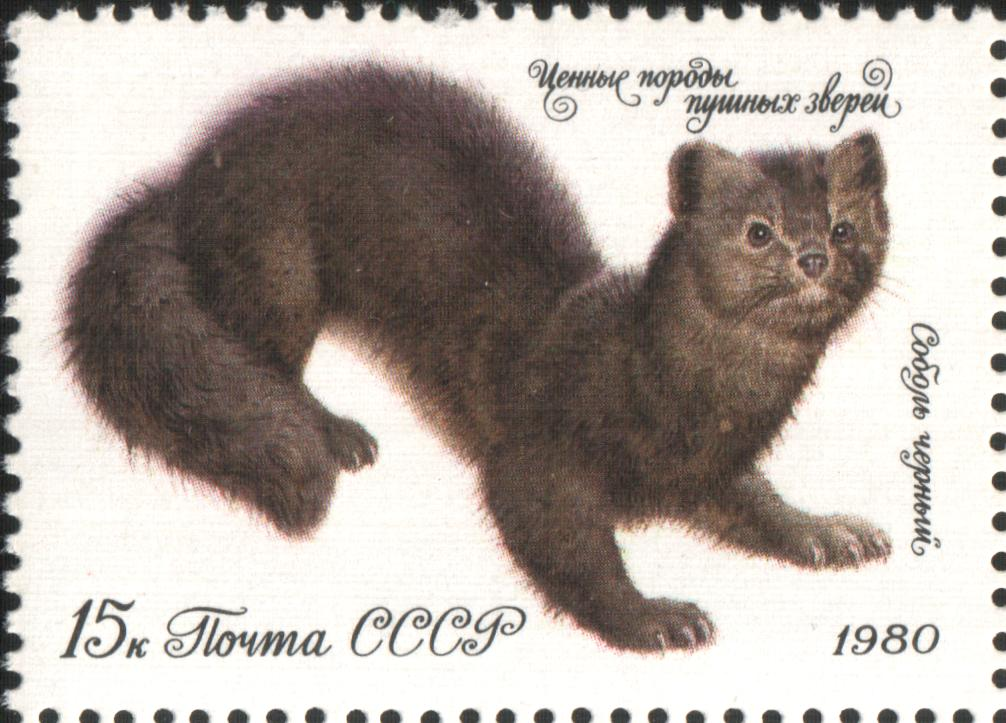
Соболь чорний (поштова марка)

Соболь (Martes zibellina L.) — ссавець з роду куниця (Martes) родини куницевих (Mustelidae), типовий мешканець тайги.

## Систематика
Один з восьми видів роду куна (куниця) (Martes). За оглядом «Види ссавців світу» (2005) може бути конспеціфічний з Martes americana, Martes martes і Martes melampus (Anderson, 1970; Hagmeier, 1961). Гептнер та ін. (1967) включає японських і корейських melampus у склад виду Martes zibellina.

## Опис
Довжина тіла 34 — 52 см, вага 1,8 кг; тіло струнке, гнучке, хвіст (довжина 11 — 19 см) пухнастий, кінцівки досить короткі й товсті. Хутро від жовто-бурого до чорно-бурого, дуже густе, довге, шовковисте. Хутро у різних підвидів суттєво розрізняється за забарвленням і м'якістю. Найвідомішим і найкоштовнішим є хутро баргузинського соболя.

## Поширення та біологія
Сучасне поширення пов'язане з лісами на схід від Печори до Тихого океану. У минулому соболь був поширений значно далі на захід, зокрема й в Україні у північній частині лісової смуги (Сокур, 1961).
У місцях перекривання ареалу з куною лісовою (Martes zibellina), зокрема на Уралі, часто зустрічаються гібриди, які мають назву «кідус» або «тумак» (не плутати з «тумак» як однією з поширених назв куни лісової у польській мові).
Цінний мисливський звір від часів Русі до сьогодення.
Також соболя розводять на звірофермах, у тому числі й в Україні.

## Підвиди
Розрізняють 16 підвидів (Wilson, Reeder, 2005).
- Соболь ангарський (Martes zibellina angarensis)
- Соболь арсен'ївський (Martes zibellina arsenjevi)
- Соболь аверинський (Martes zibellina averini)
- Соболь хоккайдоський (Martes zibellina brachyura)
- Соболь ХХХ (Martes zibellina ilimpiensis)
- Соболь якутський (Martes zibellina jakutensis)
- Соболь камчатський (Martes zibellina kamtshadalica)
- Соболь ХХХ (Martes zibellina linkouensis)
- Соболь ХХХ (Martes zibellina obscura)
- Соболь баргузинський (Martes zibellina princeps)
- Соболь сахалінський (Martes zibellina sahalinensis)
- Соболь саянський (Martes zibellina sajanensis)
- Соболь ХХХ (Martes zibellina schantaricus)
- Соболь ХХХ (Martes zibellina tomensis)
- Соболь тунгуський (Martes zibellina tungussensis)
- Соболь єнісейський (Martes zibellina yenisejensis)
- Соболь звичайний або західносибірський (Martes zibellina zibellina)

Підвид соболя Martes zibellina averini Bashanov, 1943 названо на честь відомого українського зоолога Віктора Аверіна; типовий екземпляр зібрано в Катон-Карагайському районі Східноказахстанської області, описано 1943 року (Бажанов, 1943); зберігається в Зоологічному музеї імені М. Щербака НАНУ, Київ (Павлинов, Россолимо, 1987: с. 62).